# Evander
Evander este un oraș din Africa de Sud.